# Звягінцев Віктор Олександрович
Віктор Олександрович Звягінцев (22 жовтня 1950, Сталіно, Українська РСР, СРСР — 22 квітня 2022) — український радянський футболіст, тренер, арбітр. Виступав на позиції центрального захисника. Майстер спорту міжнародного класу (1976). Суддя всесоюзної категорії (1989).

## Життєпис
Вихованець школи «Шахтаря» (Донецьк) — з 1963 року. У «Шахтарі» — 1968-70, 1973-75, 1977-80 (по липень). Капітан «Шахтаря» у 1975.
У 1971—1972 роках проходив армійську службу в командах СКА (Київ) і ЦСКА (Москва).
У 1976 році заради участі в Олімпійських іграх перейшов у «Динамо» (Київ).
Грав за збірні СРСР — олімпійську (5 ігор — 1972, 1975) і національну (13 ігор, 1 гол — 1975-76). Також зіграв одну неофіційну гру за збірну проти збірної НДР 9 травня 1980.
Завершував футбольну кар'єру у 1981 році в «Таврії».
У 1982 році деякий час працював прохідником на шахтах Донбасу.
Тренер відділу футболу спорткомітету Донецька — з 1985 року, інспектор ФФУ, очолював Донецьку міську федерацію футболу. Із ФФУ був звільнений з формулюванням за «підтримку сепаратизму».
Був директором СДЮШОР з футболу.

## Політичні погляди
У 2014 році В. Звягінцев активно підтримував проросійські виступи та анексію Криму. Став одним із організаторів футбольних турнірів на окупованій частині Донбасу. У травні 2015 року Комітет з етики і чесної гри Федерації футболу України засудив дії колишнього спортсмена і вирішив більше ніколи не залучати його до участі в будь-яких заходах ФФУ.

## Досягнення
- Бронзовий олімпійський призер: 1976
- 2-й призер чемпіонатів СРСР: 1975, 1979.
- Володар Кубка СРСР: 1980.
- У «33-х» — № 1 (1975), № 3 (1973, 1974).
- В єврокубках — 2 матчі (1 — КЄЧ в «Динамо»; 1 — КУЄФА в «Шахтарі»).
- 3-й призер юнацького турніру УЄФА 1969.

## Особисте життя
Донька Звягінцева одружена з Віктором Онопком.